# 賽特邁輕機槍
賽特邁阿梅莉（西班牙文：「Ametralladora Ligera」；「輕機槍」之意）為西班牙國產5.56×45毫米機槍，由屬西班牙政府之「特殊材料技術研發中心」（Centro de Estudios Técnicos de Materiales Especiales，賽特邁；1950年成立，負責研發生產小口徑武器）為西班牙陸軍所研發生產。CETME輕機槍於1974年起進行研發，該計畫由馬利亞·希梅內斯·阿爾法羅（María Jiménez Alfaro）主導（他後來升任CETME最高主管），並於1981年對外公布，自1982年以MG82的型號開始進入部隊服役。CETME輕機槍由通用動力位於西班牙拉科魯尼亞（La Coruña）的聖芭芭菈廠（General Dynamics Santa Bárbara Sistemas （页面存档备份，存于），又名Empresa Nacional Santa Bárbara）進行生產，目前仍在持續中。

## 設計方式暨細節
CETME輕機槍顧名思義為自動武器的一種，雖然外觀與MG42通用機槍類似（見 （页面存档备份，存于）），不過在槍機操作與結構上，CETME與MG42有很大的不同；MG42採用短反衝後座操作滾輪式槍機，而CETME採用延遲反衝槍機。
這兩者的槍機均有滾軸協助槍機運動；MG42與CETME槍機操作的差別就是MG42與MG45/42V槍機操作的差別，然而MG42的槍管是浮動式的，因為又採用槍口增壓器的原理，而CETME與MG45/42V的槍管是固定的，這就是最大的區別。至於外觀上要如何區別，CETME的槍口罩比較短，因為不需要槍口增壓器的關係。CETME的延遲反衝槍機運用在A、B、以及C型上，還有CETME L型步槍，甚至在黑克勒-科赫的HK G3自動步槍、HK33突擊步槍與HK MP5冲锋枪上均可見到。
CETME的槍機一共由槍機頭（bolt head）、一對滾軸（two symmetrically distributed cylindrical rollers），阻鐵（locking piece）；當槍機被復進簧彈送前進時，阻鐵牴入槍管尾端延伸的凹龕，以免復進簧的彈力成為槍機撞擊槍管尾端的作用力，變成槍管相對產生反作用力讓槍機反彈後退，這樣擊槌反而不會擊打到槍機，也就造成不發彈。等到子彈擊發完成後，子彈的反衝形成慣性原理將槍機往後推，這個時候滾軸在機匣的凹龕內滑動讓槍機保持定位徐徐向後（比槍機槽的速度慢1.5倍），槍擊槽受到慣性原理的影響先行向後移動，等到槍機槽與槍機頭的咬合部達到死點，槍機頭才真正向後脫出開始拋殼（退殼動作從槍機頭徐徐滑動時就開始了）。
這個設計的好處是在彈頭離開槍管管後（整個循環大約是76毫秒的時間，每分鐘800發的射速）膛室內的瓦斯壓力也隨之下降，這個時候槍機槽已經拖動槍機往後移動開始進行退殼與拋殼的程序。CETME如同先祖MG42一樣也是採用開敞式槍栓（open bolt），保險機構為橫向栓式，槍機固定在後備發再用手指將保險栓推入「S」即可關保險。CETME所用的M27型彈鏈可以用托彈板承接或者連接一個200發裝的滑梯狀（為了方便拋棄彈殼）塑膠彈藥箱提供長效連續射擊時使用，更方便的是這個彈藥箱後方是透明的塑膠板，所以除非射手神遊太虛，否則射手對於彈藥消耗量一目了然；至於進彈的撥彈爪也是依照MG42鎖進行設計的。
針對大部分採用SS109子彈的國家CETME的槍管繞距為178mm（1：7），槍膛內鍍鉻抗鏽蝕，膛線為右旋六條；如果採用M193子彈那麼CETME還有一款槍管膛線繞距是305mm（1：12）。藥室另外有小排孔的加工處理，這樣可以協助槍機進行退殼程序。CETME的槍管與先祖MG42在外觀上有個很大的差異就是CETME有個提把兼作照門座，平常可以提槍移動，更可以協助更換槍管，就像FN MAG一樣。CETME與MG3一樣使用聚合物槍托，照門設計上有300、600、800以及1,000m的射程設計。兩腳架的採用彈性設計可以調整高度，並且採用快拆方式裝置在槍管套前端下緣，當然也可以使用三腳架。

## 外國採用
英國陸軍曾訂購六百挺CETME輕機槍並提供給空降特勤隊及特別舟艇隊試用，但後來因在測試期間表現不佳並常有故障，再加上英國陸軍指責生產商為了降低成本而採用了劣質的物料來生產這批槍（價錢大約是HK21的一半），所以沒有用了很久就被FN Minimi和其他輕機槍取代。
另外，墨西哥也採購了一批CETME輕機槍並分發給陸軍以及海軍使用。

## 使用國
- 马来西亚
  - 馬來西亞海軍特種作戰部隊
- 墨西哥
  - 墨西哥武裝部隊
- 西班牙
  - 西班牙武裝部隊
- 乌克兰：俄羅斯入侵烏克蘭期間由西班牙軍援。
  - 烏克蘭武裝部隊
- 英国
  - 英國特種部隊（目前已被FN Minimi及其他輕機槍所取代）

## 流行文化

### 電子遊戲
- 2007年—《穿越火线》：命名为“阿梅利轻机枪”，在商城内以GP贩卖时限。
- 2013年—：命名為“Ameli”，戰役模式當中由“聯邦”部隊所使用。聯機模式中則作為解鎖武器登場，並可作定制改裝。
- 2014年—：命名為“Ameli”。
- 2016年—：命名為“大亞歷杭德羅”。
- 2017年—《少女前線》：命名為“阿梅利”。
- 2018年—：命名為“ALDA 5.56”，由義大利特別干預組防守方幹員所使用。
- 2020年—《決勝時刻：黑色行動冷戰》：第四季實裝武器，命名為“MG82”，預設以100發彈箱供彈。

## 外部連結
- CETME Ameli - Bellum.nu （页面存档备份，存于）
- Santa Barbara/CETME Ameli (Spain) - Modern Firearms